# إدوين ماكسويل (سياسي)
إدوين ماكسويل (بالإنجليزية: Edwin Maxwell)‏ هو قاضي وسياسي أمريكي، ولد في 16 يوليو 1825 بويستون في الولايات المتحدة، وتوفي في 5 فبراير 1903 في نفس البلد. حزبياً، نشط في الحزب الجمهوري. وقد انتخب عضو مجلس ولاية فيرجينيا الغربية.